# CMTM4
CMTM4 (англ. CKLF like MARVEL transmembrane domain containing 4) – білок, який кодується однойменним геном, розташованим у людей на 16-й хромосомі. Довжина поліпептидного ланцюга білка становить 234 амінокислот, а молекулярна маса — 25 828.
| 10         |  | 20         |  | 30         |  | 40         |  | 50         |
| ---------- |  | ---------- |  | ---------- |  | ---------- |  | ---------- |
| MRSGEELDGF |  | EGEASSTSMI |  | SGASSPYQPT |  | TEPVSQRRGL |  | AGLRCDPDYL |
| RGALGRLKVA |  | QVILALIAFI |  | CIETIMACSP |  | CEGLYFFEFV |  | SCSAFVVTGV |
| LLIMFSLNLH |  | MRIPQINWNL |  | TDLVNTGLSA |  | FLFFIASIVL |  | AALNHRAGAE |
| IAAVIFGFLA |  | TAAYAVNTFL |  | AVQKWRVSVR |  | QQSTNDYIRA |  | RTESRDVDSR |
| PEIQRLDTFS |  | YSTNVTVRKK |  | SPTNLLSLNH |  | WQLA       |  |            |

A: Аланін

C: Цистеїн

D: Аспарагінова кислота

E: Глутамінова кислота

F: Фенілаланін

G: Гліцин

H: Гістидин

I: Ізолейцин

K: Лізин

L: Лейцин

M: Метіонін

N: Аспарагін

P: Пролін

Q: Глутамін

R: Аргінін

S: Серин

T: Треонін

V: Валін

W: Триптофан

Кодований геном білок за функціями належить до цитокінів, фосфопротеїнів. 
Задіяний у таких біологічних процесах, як хемотаксис, альтернативний сплайсинг. 
Локалізований у мембрані.